# Ittihad Riadhi Baladiat Nezla
Maillots
L'Ittihad Riadhi Baladiat Nezla (en arabe : الاتحاد الرياضي لبلدية النزلة), plus couramment abrégé en IRB Nezla ou encore en IRBN, est un club algérien de football fondé en 1973 et basé dans la ville de Nezla, dans la wilaya de Touggourt.

## Histoire
Par le passé, l'Ittihad Riadhi Baladiat Nezla a évolué en 2e Division et 3e Division algérienne. En Coupe d'Algérie, l'IRBZ a atteint les 32es de finale des éditions de 1998-99, 1999-00, 2004-05, 2007-08 et 2022-23.

## Infrastructures

### Stade communal de Nezla
Appelé également le stade Chahid Bouali Said, créé en 1987 et administré par la commune de Nezla, d'une capacité de 500 places, il est muni d'une pelouse en gazon synthétique.

## Référence
1. ↑  « lirf.org.dz - IRB Nezla », sur Ligue Inter Régions de Football
2. ↑  (ar) النهار, « الدور ال 16 من كاس الجمهورية: الجراد الأصفر يبحث عن نفسه أمام البليدة »,‎ 20 février 2008
3. ↑  (ar) « إتحاد النزلة فريق بطموحات كبيرة و دعم مالي محدود يسعى الاحداث المفاجأة عندما يواجه النادي الرياضي القسنطيني ! - Maracana Foot »,‎ 16 novembre 2022
4. ↑  « Ligue Wilaya de Football - Ouargla », sur www.lwf-ouargla.com (consulté le 2 avril 2024)